# Speelleerklas
De speelleerklas is een leerjaar dat in Vlaanderen wordt ingericht voor kinderen die na de kleuterschool nog niet schoolrijp worden geacht om naar het eerste leerjaar van de lagere school over te stappen. Formeel behoort de speelleerklas bij het buitengewoon onderwijs. Het programma omvat voornamelijk voorbereidende oefeningen voor de basisvaardigheden lezen, schrijven, rekenen. Men werkt er in relatief kleine klasgroepen. 

Aan het einde van de speelleerklas volgt een verplicht evaluatiegesprek tussen school, ouders en CLB om de keuze te bespreken: starten in het gewoon of het buitengewoon lager onderwijs